# Helgö
Helgö è un'isola del lago Mälaren, nel comune di Ekerö e situato nella contea di Stoccolma. Copre una superficie di 48 ettari. Il nome significa "isola sacra" ed etimologicamente è simile a Helgoland. Prima dell'età vichinga Helgö fu un importante centro produttivo e commerciale svedese e il suo periodo di vita va, approssimativamente, dal V agli ultimi decenni del IX secolo, quando il suo posto di preminenza nel Mälaren venne preso dalla vicina città di Birka. Toccò il suo apogeo durante il periodo di Vendel, età in cui si colloca l'inizio delle dinastie regali degli Sueoni. L'influenza di Uppsala, luogo sacro dove risiedevano i re svedesi, si estendeva su tutta l'area del lago, di conseguenza Helgö ricadeva sotto il suo predominio.

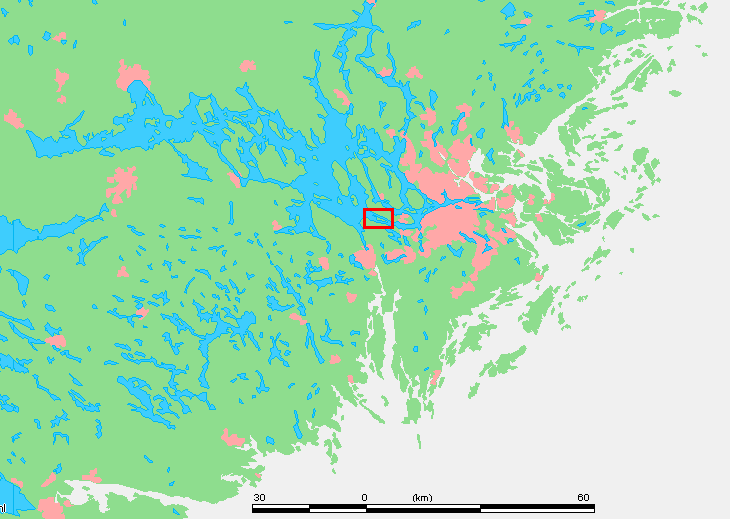
Localizzazione di Helgö nel Mälaren

## Scavi archeologici
Nel 1954, sotto la direzione di Wilhelm Holmquist, iniziarono i primi scavi nell'isola in occasione della costruzione di una residenza estiva. I risultati di questi scavi, che durano tuttora, si sono rivelati di straordinaria importanza storica. Furono infatti trovati i resti di un antico centro commerciale di cui nessuno aveva mai sospettato l'esistenza.
Vennero ritrovati due cimiteri, un vallo (difensivo o, forse, segnacolo di confine), e molte case costruite su terrazze artificiali. Alcune di questa case erano per metà interrate (case a fossa, o pit-houses in inglese, o grubenhäuser in tedesco) e avevano svolto il ruolo di officine metallurgiche. Vi erano un gran numero di stampi per la fusione, di crogioli, pezzi di argento e stagno per la fabbricazione del bronzo, e moltissimi altri resti che evidenziavano l'importanza di Helgö come centro di produzione, specificatamente metallurgica.

La maggior parte dei reperti fu datata dal V e al VI secolo, cioè nel periodo pienamente corrispondente all'Età delle migrazioni. Ciò significa che l'area del Mälaren era densamente popolata già prima dell'espansione, ben attestata e conosciuta, dell'era di Vendel. Effettivamente, senza una tale concentrazione, resterebbe inspiegabile la presenza in questa zona di un centro mercantile e produttivo di tale grandezza. 

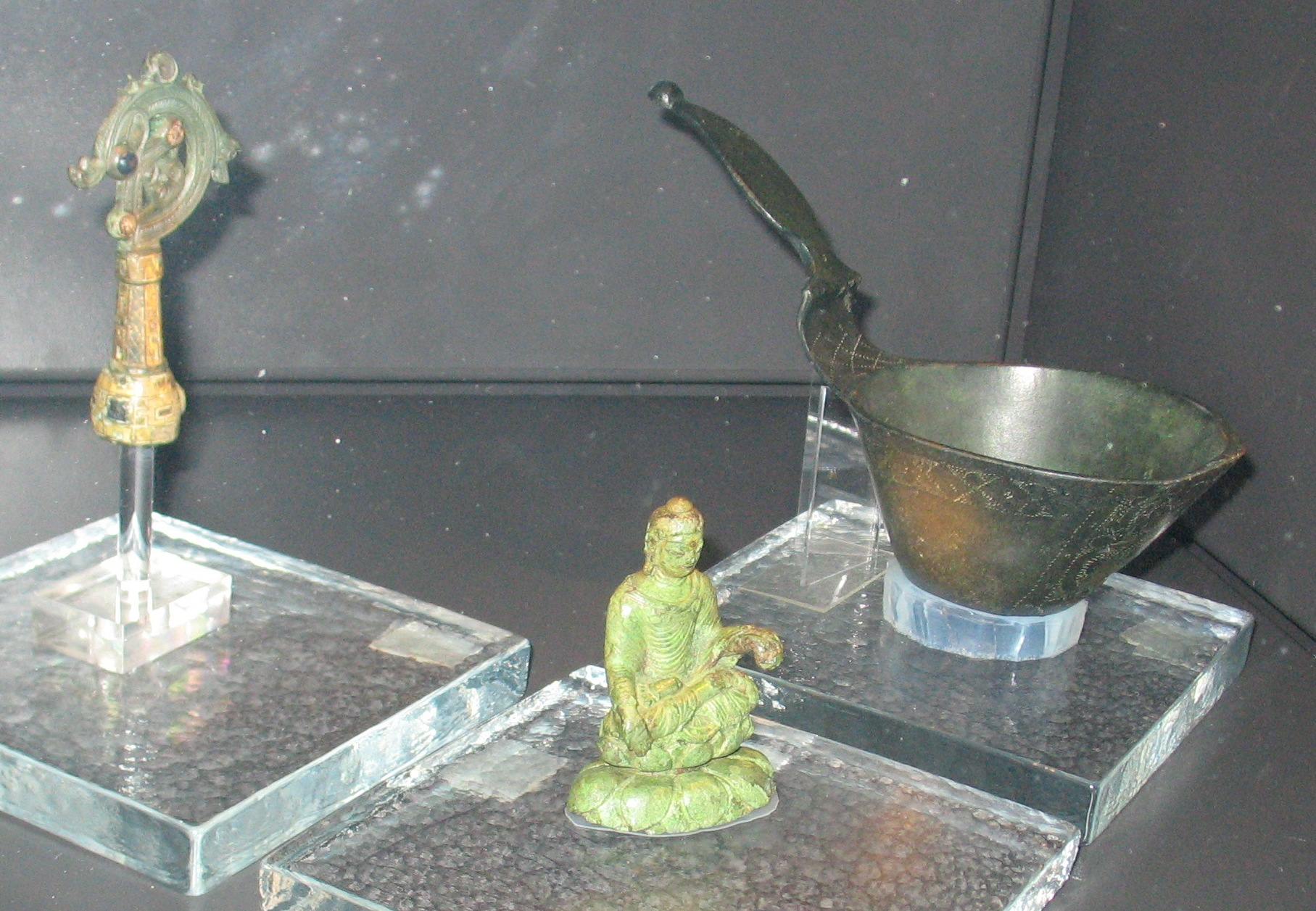
Il pastorale irlandese (VII sec.), il Buddha indiano (V sec., alto 84 cm), il ramaiolo dall'Egitto

Helgö era però anche un centro di importazione. La scoperta di alcuni reperti provenienti da molto lontano suscitò stupore negli archeologici. Si trattava di un ramaiolo di bronzo proveniente dal Mediterraneo orientale; un Buddha, forse del V secolo, prodotto in India settentrionale (a 9000 km dalla Svezia); un pastorale irlandese di inizio VII secolo, che probabilmente apparteneva a un bottino di guerra; inoltre vi era una grandissima quantità di monete d'oro tardo-romane (per la precisione di Milano, Ravenna e Bisanzio), frammenti di vetro franchi e gioielli del Baltico orientale.